# Jim Benedek
Janos Geza Benedek (Budapest; 9 de junio de 1941-Dallas; 30 de marzo de 2009), más conocido como Jim Benedek, fue un futbolista estadounidense nacido en Hungría.

## Clubes
| Club              | País           | Año       |
| ----------------- | -------------- | --------- |
| Saalfeldner SK    | Austria        | 1958-1959 |
| Chicago-Schwaben  | Estados Unidos | 1960-1965 |
| Tours (cesión)    | Francia        | 1962-1963 |
| Green White       | Estados Unidos | 1966-1967 |
| Houston Stars     | Estados Unidos | 1968      |
| Kansas City Spurs | Estados Unidos | 1969      |
| Dallas Tornado    | Estados Unidos | 1970-1973 |

## Palmarés

### Títulos nacionales
| Título                       | Equipo            | País           | Año  |
| ---------------------------- | ----------------- | -------------- | ---- |
| North American Soccer League | Kansas City Spurs | Estados Unidos | 1969 |
| North American Soccer League | Dallas Tornado    | Estados Unidos | 1971 |